# Pietro Dusina
Pietro Dusina (auch Petrus Dusina; * in Brescia; † 6. September 1581) war ein italienischer römisch-katholischer Geistlicher, Apostolischer Visitator und Inquisitor in Malta.

## Leben

### Generalvikar in Neapel
Die ersten Erwähnungen Dusinas finden sich in Prozesszusammenfassungen und Urteilssprüchen der Römischen Inquisition vom Februar und März 1572. Nach der Seeschlacht von Lepanto (1571) wurden zahlreiche von den Osmanen versklavte Mittel- und Südeuropäer zurückgebracht, die zum Islam konvertiert waren und als Galeerensklaven in der türkischen Flotte eingesetzt waren. Die befreiten Ruderer wurden nach der Schlacht nach Neapel verbracht, wo Pietro Dusina als Vikar des Erzbischofs Mario Carafa und Apostolischer Protonotar wirkte. Er bildete zusammen mit Erzbischof Carafa das Inquisitionstribunal, das die Betroffenen befragte und über deren mögliche Häresie zu befinden hatte. Es ist kein Fall bekannt, in dem das Tribunal den Galeerensklaven die „Rekonziliation“ (Aussöhnung) mit der katholischen Kirche versagt hätte, alle durften entweder in ihre Heimat zurückkehren oder ein neues Leben als Christen beginnen. Ferner wird in den Taufregistern Neapels berichtet, Pietro Dusina persönlich habe im Jahr 1572 sieben Muslime getauft.

### Inquisitor in Malta
Am 3. Juli 1574 wurde Pietro Dusina zum Inquisitor in Malta bestellt. Nach seiner Ankunft 1574 bot ihm der Großmeister des Malteserordens Jean de la Cassière das ehemalige, 1572 aufgegebene Gerichtsgebäude des Ordens in Birgu als Residenz an. Dieses wurde bis 1798 Dienstsitz der Inquisitoren und wird seitdem als Palast des Inquisitors bezeichnet. Im Jahr 1575 führte Pietro Dusina eine umfassende Visitation der Kirchen Maltas durch, sein Bericht hierüber ist erhalten geblieben. Am 12. Juni 1575 verließ er die maltesischen Inseln und kehrte nach Rom zurück.
Aus seinem Bericht geht hervor, dass er zwar Anzeichen von Hexerei vorgefunden habe, vor allem in Naxxar; Dusinas einzige Maßnahme bestand jedoch darin, den Priestern zu verbieten, die Messe zu lesen, wenn eine als abergläubisch bestimmte Zahl von Kerzen brannte. Ferner durften sie keine Kerzen und Weihwasser an Personen weitergeben, die abergläubischer Praktiken verdächtigt wurden.

### Weiteres Wirken
Um 1580 findet Petrus Dusina sich als Beisitzer am römischen Inquisitionsgericht. Er schrieb in dieser Funktion, die Grundsätze des Hexenhammers seien „vom Inquisitionstribunal nicht angenommen worden“.